# Armadillidium pictum
Armadillidium pictum är en kräftdjursart som beskrevs av Brandt 1833. Armadillidium pictum ingår i släktet Armadillidium och familjen klotgråsuggor. Arten är reproducerande i Sverige. Utöver nominatformen finns också underarten A. p. rhenanum.

## Bildgalleri

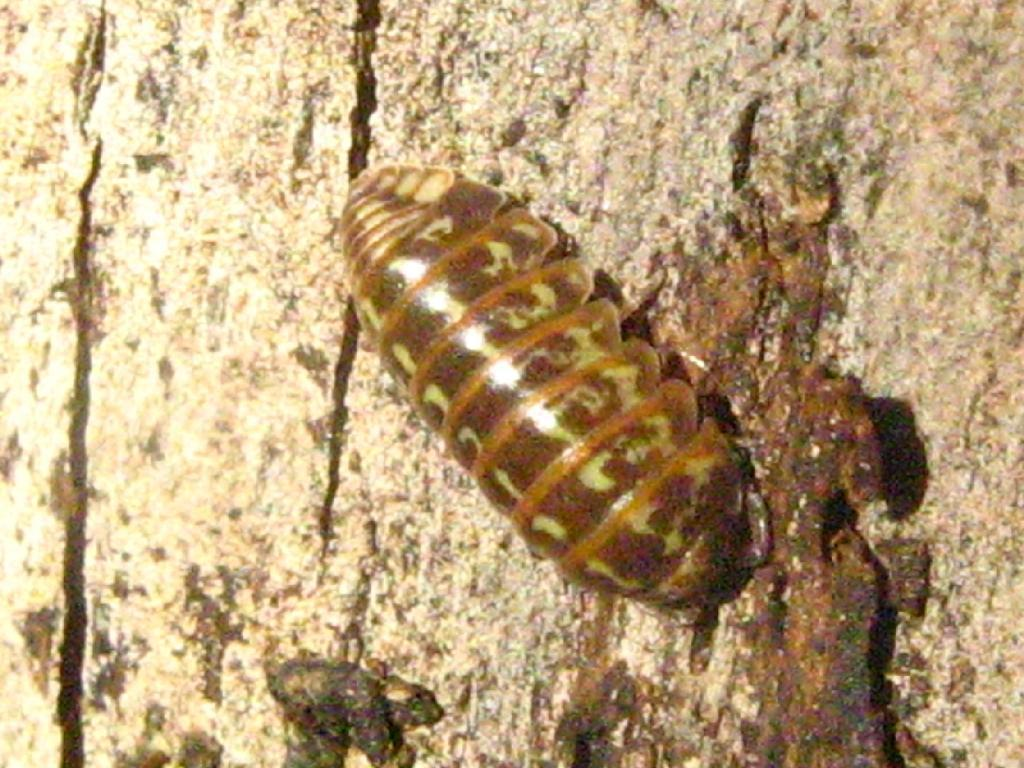